# Senat Romà
El Senat Romà fou una institució de l'antiga Roma que va sorgir com a contrapès a la institució reial.
El Senat era un òrgan merament consultiu, però com a emanació del poble, el rei considerava les seves propostes i el convocava sovint. Les seves reunions se celebraven al Comitium (Fòrum) en una sala anomenada Bule.

## Orígens i integrants
El senat era ja una institució política a l'antic regne romà. La paraula senatus deriva de la paraula llatina senex, que significa 'home vell', el que ve a representar per tant una «assemblea d'ancians». Els indoeuropeus prehistòrics que es van establir a la península Itàlica en els segles anteriors a la llegendària fundació de Roma el 753 aC es van estructurar en comunitats tribals, i aquestes comunitats sovint incloïen una junta aristocràtica d'ancians tribals.
Els primers senadors eren els representants designats per cada gens. Tenien caràcter vitalici. Com el nombre de gens es mantenia invariable, les successives famílies sorgien sempre d'un tronc comú i, per tant, s'integraren en alguna de les gens existents, també es mantingué estable el nombre de senadors.
Els primers senadors eren els patres, els caps de família romans. Es creu que al primer senat, suposadament fundat per Ròmul, primer en foren 100 i més tard un nombre més gran. Els descendents d'aquests 100 homes es van convertir posteriorment en la classe dels patricis.

## El Senat a la República
Amb la República el Senat va variar la seva composició. Inicialment estava format per tres-cents membres de la noblesa (tots els senadors, llevat d'algun cas excepcional eren patricis), però després es van reservar cent seixanta-quatre places als plebeus o nous admesos (conscripti). El nomenament dels senadors corresponia des de l'inici de la República als cònsols o dictadors.
Les lleis de Gai Licini Estoló i Luci Sexti Sextí Laterà (367 aC) van obrir el consolat als no patricis i, per tant, inevitablement el Senat. El «primer senador» o princeps (equivalent a president del senat) era elegit pel censor.
Els senadors eren consuetudinàriament vitalicis, però el costum va derivar en llei per als patricis. Com el Senat representava la noblesa patrícia però hi havia membres plebeus, es va relegar els plebeus dins el Senat a un paper secundari. Si algú s'oposava, en les revisions quadriennals de senadors que efectuaven els cònsols, podien ser eliminats. A més a més, els plebeus que entraven al senat no ho feien generalment per mèrits, sinó per riquesa, i els seus interessos de classe eren coincidents amb els de la noblesa patrícia.
Es distingien entre els senadors dos grups: els provinents de l'exercici de magistratures i els que mai no les havien desenvolupades, els pedarii.
Amb l'ampliació de l'Imperi hi va haver més magistratures: el 360 aC hi havia un sol pretor, i després de la conquesta d'Hispània a finals del segle iii aC ja n'hi havia sis.
El 123 aC els edils de Roma que deixaven el càrrec foren inclosos com a senadors i al segle següent, amb Sul·la, també els qüestors. Això va crear classes dintre els senadors: senadors consulars (els que havien estat cònsols), senadors pretorians (que havien estat pretors), senadors edilencs (que havien estat edils), i senadors questorianes (que havien estat questors).
Ser senador implicava l'elecció per les magistratures i per tanta una certa popularitat. A més, per ser senador s'exigia una riquesa determinada que havia de provenir de l'agricultura (no era vàlida la riquesa que venia del comerç, considerat un mitjà de vida poc ètic). El segle ii aC les famílies senatorials preferien casar els seus fills i filles amb nois i noies de les millors famílies de Roma, que solien ser també senatorials i riques, i algunes eren de la classe dels cavallers.
La llei Hortènsia del 287 aC havia creat als senadors un problema: les normes aprovades per les assemblees (els comicis romans) esdevenien llei. Però el senat també tenia dret a fer lleis i s'hi podia oposar. El problema no es va plantejar de fet fins a la meitat del segle ii quan Publius Cornelius Scipio Aemilianus fou elegit cònsol sense aprovació del senat. El 133 aC Tiberius Sempronius Gracchus va proposar una llei a l'assemblea popular prohibint al senat intervenir en les decisions dels comicis. Els que buscaven l'aprovació de les lleis a les assemblees foren anomenats populars i els que optaven pel senat foren anomenats optimats (optimates).
La dictadura de Sul·la va resoldre el problema donant tot el poder al senat i abolint els drets dels comicis i dels tribuns, i en compensació va permetre a la classe dels cavallers, que estava per sota de la classe senatorial, entrar al senat. Així es va arribar a 600 senadors.
Però el sistema no es va mantenir després de Sul·la. Pompeu i Marc Licini Cras Dives I, van revocar les lleis de Sul·la (70) i van rebre poders de les assemblees populars. Però els mandats de les assemblees suposaven donar molt de poder a un sol home, i el senat no els ratificava; Cèsar i Pompeu van voler reformar la llei, però van topar amb l'oposició del senat; aquest el 50 aC va prohibir a Cèsar esdevenir cònsol. Cèsar va declarar la guerra al Senat, i va travessar el Rubicó. Pompeu va decidir defensar els drets del senat, però fou finalment derrotat a Farsàlia (9 d'agost del 48 aC).
Cèsar va governar com a dictador perpetu. Per aconseguir un senat fidel va perdonar antics enemics i va arribar a tenir un senat de 900 membres, alguns d'ells fins i tot van comprar el càrrec. El 44 aC fou assassinat i la guerra va tornar a esclatar i els senadors van proposar el restabliment de la república.

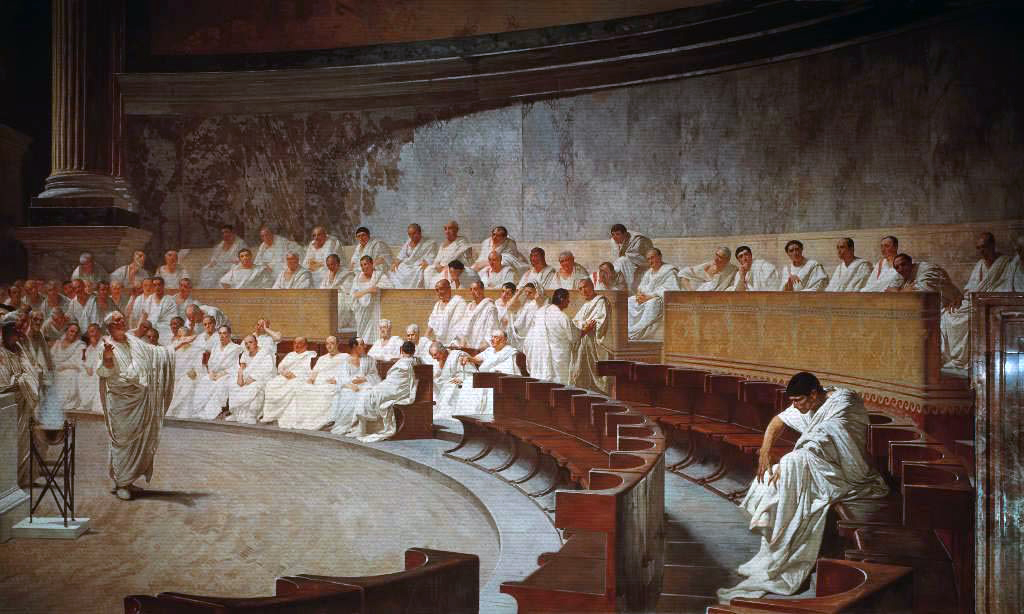
Representació d'una reunió del Senat romà, en la qual Ciceró critica el polític Catilina. Fresc del, pintat per Cesare Maccari.

El partit popular de Cèsar, dirigit ara per Marc Antoni, tenia força militar, però el senatorial era dirigit per Marc Tul·li Ciceró, qui va agafar al nebot de Cèsar, Octavi, com a cap de les forces del senat, i aquest va vèncer a Mutina (43 aC); quan Octavi va demanar el consolat (els dos cònsols havien mort en la lluita) els senadors li van refusar per ser massa jove, i Octavi llavors va agafar el càrrec consular per la força, aliant-se a Marc Antoni i a un antic oficial de Cèsar, Lèpid, que fou el cervell de l'operació, formant-se un triumvirat.
El triumvirat fou reconegut per l'assemblea popular (Lex Titia de novembre del 43 aC). Després de la derrota dels defensors del Senat dirigits per Sext Pompeu a Sicília (36 aC) Octavi es va girar contra Lèpid i el va deposar. L'enfrontament amb Marc Antoni era inevitable; Antoni governava l'Orient i s'havia aparellat amb la reina Cleòpatra VII i ambdós foren finalment derrotats el 31 aC a Àccium. Octavi va agafar el títol d'august (l'exaltat) i princeps (primer senador) i va repartir el poder amb el senat assignant a aquest una part de les províncies (conservant però les que tenien legions).
August va fer neteja del senat i els senadors més indignes foren expulsats. El senat va disposar d'alguns poders, com el nomenament dels governadors de les seves províncies o l'administració del tresor (aerarium). A la mort d'August, el 14 dC, el senat va confirmar al successor. Alguns emperadors van mantenir bones relacions i altres no tan bones. Neró i Domicià per exemple es van enfrontar al senat i van acabar enderrocats. Cal·lígula els va mantenir terroritzats.
El senat va anar canviat la seva naturalesa. Fins a Tiberi tots els seus membres foren italians. Amb Claudi van entrar alguns gals. Més tard els emperadors van nomenar senadors i ho van fer amb antics magistrats de qualsevol part de l'imperi, sovint adquirint el càrrec pagant una elevada quantitat. Els cavallers rics que rebien el nomenament de senador tenien aquest rang però no el de senador consular que era el més elevat dins la classe senatorial.

Les invasions germàniques en el regnat de Marc Aureli van incrementar el poder d'oficials militars del rang dels cavallers i van fer disminuir el dels governadors nomenats pel senat. Cada vegada més els emperadors van buscar el suport d'aquesta classe i això fou decisiu en la pèrdua del poder dels senadors. Encara que Còmmode, que havia buscat suport dels cavallers, fou assassinat el 192, el seu successor Septimi Sever va seguir la mateixa política.
A partir de Dioclecià el càrrec de senador fou un títol merament honorífic. Com que el Senat no estava d'acord a fer el cristianisme la religió d'estat, Constantí el Gran va crear un segon senat a Constantinoble. El 384 els dos senats (pagà el de Romà i cristià el de Constantinoble) reunien en total un dos mil senadors cadascun, però no disposaven de cap poder. Així i tot, tenien una consideració especial i podien portar anells daurats i togues blanques amb franja porpra i al circ o coliseu tenien seients especials.

### Funcions
Al Senat corresponia la funció de ratificar totes les propostes importants polítiques o administratives dels cònsols i altres magistrats que haguessin obtingut el vot afirmatiu dels comicis assemblearis corresponents. Quan l'acte havia de ser executat com a part dels deures del magistrat no precisava ratificació senatorial. Encara que al principi les decisions del Senat es varen anomenar Consulis senatusque sententia, més tard els dictàmens del Senat van deixar de ser consultius i van adquirir força sent anomenats Senatus consultum i Senatus sententia. El cònsol havia d'obeir el Senat, car en cas contrari podia ser privat de fons, es podia nomenar un dictador, i altres mesures que donaven preeminència al Senat sobre els alts magistrats.
Corresponia al Senat decidir sobre diversos assumptes, com ara:
- Finances.
- Afers religiosos.
- Elecció de magistrats extraordinaris.
- Resolució de conflictes entre magistrats.
- Qüestions de seguretat.
- Alguns casos criminals que comportaven pena capital, quan l'acusat era perdonat, es commutava la seva sentència, o bé era alliberat.
- Qüestions militars.
- Negociacions amb estats estrangers i firma de tractats després de la pau. El Senat havia d'aprovar els canvis territorials pactats pels cònsols o per altres magistrats amb l'enemic.La casa de la Cúria Júlia al Fòrum Romà, casa principal de reunió per al Senat romà.

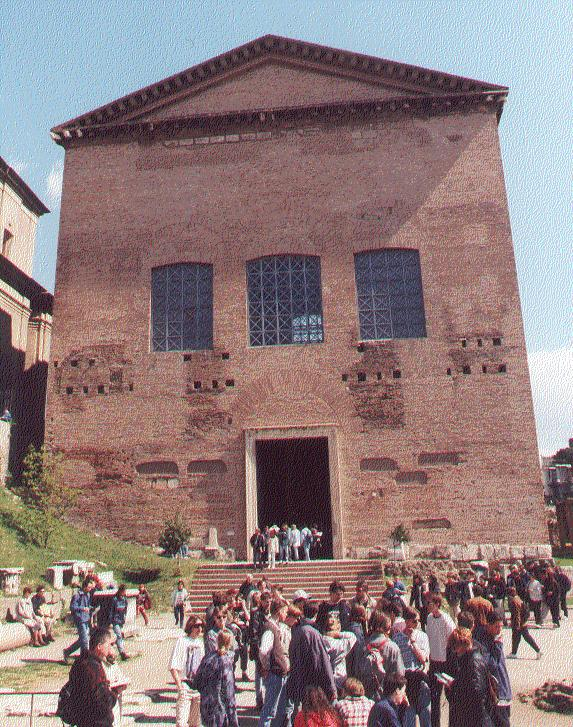
La casa de la Cúria Júlia al Fòrum Romà, casa principal de reunió per al Senat romà.

El Senat era convocat per qualsevol dels magistrats que podien consultar-li (principalment dictadors, cònsols, prefectes de la ciutat, pretors, tribuns del poble i després tribuns amb potestat consular). El convocant presidia la reunió.
La convocatòria es feia bé públicament per pregons (praecones) o per edictes, o bé per un avís a cada senador (era obligatori que tinguessin residència a Roma). A vegades en una reunió es convocava la següent. Els que no assistien sense causa (l'assistència era obligatòria) podien ser sancionats amb multa. Les reunions se celebraven en edificis públics, generalment al Capitoli (Cúria Calabra), al Comitium (Cúria Hostília i després a la Cúria Júlia) o al Temple de Júpiter Capitoli. Els Senadors romanien asseguts i el president ocupava un lloc central sobre una cadira elevada.
Les reunions no podien coincidir amb la celebració de comicis i duraven de sol a sol. Les votacions devien fer-se abans de l'ocàs.
La sessió s'obria amb uns sacrificis religiosos consultant els auspicis. Els assumptes a tractar eren determinats per la presidència, però els religiosos tenien preferència.
Els segles III i II aC el Senat va patir les modificacions pròpies de la nova situació. Els seients senatorials van continuar en mans dels censors i tots els funcionaris curuls que abandonaven el seu càrrec accedien al Senat. El Senat va passar de ser un cos consultiu dels cònsols, al principi de la República (i subordinat a aquests en molts aspectes), a ser una corporació de governants, sense dependència de ningú. El Senat dirigeix la guerra a través dels cònsols, i tota la política de la República.
Amb el temps el Senat va assumir el nomenament de diversos càrrecs curuls, el que implicava la designació dels seus propis membres i a més va influir cada vegada més en els censors.
Es va mantenir la distinció entre Senadors patricis i plebeus. La desaparició de la figura del dictador va permetre al Senat ocupar certes funcions en casos greus, especialment el poder de conferir als cònsols facultats especials, similars a la dictadura, per temps limitat.

## El Senat a l'Imperi
Amb l'Imperi el Senat va ser relegat a un cos consultiu que preparava lleis i ordenances per a l'administració, i les promulgava. El nombre de senadors era de nou-cents membres.
L'Emperador podia designar senadors; els senadors ordinaris venien determinats pels qüestors, dels quals els 20 primers designats per l'Imperator eren d'elecció obligatòria pels comicis i a més podien ser promocinats a qüestor qualsevol que desitgés l'Imperator (igual que altres càrrecs superiors) fent-lo per tant senador. Bé sigui a través dels qüestors o per designació directa, van entrar al senat molts cavallers, provincials i gent de tota mena (Calígula arribà a designar cònsol el seu cavall Incitatus, el que l'hauria convertit en senador), com oficials subalterns de l'exèrcit que no eren cavallers, fills de lliberts, gent d'oficis considerats vils, i altres.
A mesura que el nombre de persones de la classe senatorial havia anat augmentant, va caldre distingir entre membres de la classe i exercents del càrrec, és a dir entre senatorials i senadors. Amb August s'arribava a la condició de senador en funció de cooptació per un Triumvirat, entre persones d'una riquesa determinada (més d'un milió de sestercis), que haguessin exercit determinades magistratures, sortint una part dels senadors de la classe senatorial i una altra part d'altres classes.
Alguns emperadors van afavorir l'accés al Senat dels cavallers, i bàsicament d'aquesta classe procedien els nous senatorials. Els senatorials o cavallers que optaven a ser senadors havien de comptar amb la fortuna expressada abans i haver exercit certes magistratures. Els emperadors van gaudir del dret de designar persones com a membres de la classe senatorial i eventualment com a senadors. Des de Claudi el nomenament o revocació dels senadors va recaure de nou en el censor.
Avançat l'Imperi la pèrdua del poder dels senadors va convertir al cos senatorial en un organisme deliberant, però la classe dels senatorials, no necessàriament senadors, romangué formalment com la més alta classe social de l'imperi. El seu títol fou de Clarissimus vir, que es va estendre a les seves dones (clarissima femina) i als seus fills (Clarissimus puer). Molts senatorials vivien a províncies encara que tenien domicili també a Roma. La normativa de tenir un quart de les seves propietats a Itàlia (Trajà va establir un terç però Marc Aureli ho va rebaixar a un quart) va deixar de respectar-se, si és que mai ho havia estat totalment. Els senadors van quedar exclosos de les direccions militars, amb excepció de les consulars, cap al 260/280; en canvi per la mateixa època se sap que estaven exempts d'obligacions no honorífiques que implicaven despeses, les anomenades munera.